# Saimiri vanzolinii
Saimiri vanzolinii är en däggdjursart som beskrevs av Ayres 1985. Saimiri vanzolinii ingår i släktet dödskalleapor och familjen cebusliknande brednäsor. IUCN kategoriserar arten globalt som sårbar. Inga underarter finns listade.
Denna dödskalleapa förekommer i ett mindre område i norra Brasilien (delstat Amazonas) där två källfloder av Amazonfloden möts. Arten vistas främst i fuktiga skogar som ibland översvämmas när floderna för högvatten. Individerna är främst aktiva på dagen.
Liksom andra dödskalleapor äter Saimiri vanzolinii främst insekter och andra smådjur. Födan kompletteras med frukter, särskilt under den torra perioden. Vuxna hannar och honor bildar tillsammans med sina ungar flockar med 20 till 75 medlemmar (ibland upp till 100 individer). Det finns även blandade flockar med arter av släktet kapuciner (Cebus). Fortplantningssättet är antagligen likadant övriga dödskalleapor.
Hannar är med en genomsnittlig vikt av 950 gram tyngre än honor som väger cirka 650 gram. Kroppslängden (huvud och bål) är 26 till 36cm och svansen blir 35 till 43cm lång. Pälsen är huvudsakligen gulbrun med en mera svartaktig ovansida och en ljusare undersida. Även arten hjässa är svart medan öronen är vit. Övriga ansiktet är med undantag av den svarta nakna regionen kring munnen vitaktig.